# Charles A. Coulombe
Roy-Charles A. Coulombe KCSS (* 8. listopadu 1960 Manhattan, New York) je přední americký katolický historik, spisovatel, novinář, zabývající se občasným vědeckým výzkumem a přednáškami o věcech nadpřirozených. Je znám jako obhájce monarchie a monarchismu.

## Život
Narodil se v New Yorku, Coulombe odkud se přestěhoval jako šestiletý s rodiči a starším bratrem do Hollywoodu v Kalifornii. Zde navštěvoval losangeleské farní školy, poté vojenský institut v Novém Mexiku a kalifornskou státní univerzitu v Northridge, kde vystudoval politologii.
Poté, co strávil tři roky jako stand-up komik na Sunset Strip na hollywoodském sunsetském bulváru, napsal Coulombe svou první knihu s názvem Everyman Today Call Rome, ve které se dívá na římskokatolickou církev pohledem člověka, který ještě nedosáhl věku třiceti let. V roce 1990 publikoval výběr ze své básnické tvorby ve The White Cockade. Jeho dílo se objevilo ve více než 20 různých časopisech včetě pravidelných sloupcích ve Fidelity of Australia, PRAG of London, Monarchy Canada, and Creole of Louisiana. Stal se redaktorem a pravidelným filmovým recenzentem National Catholic Register a byl častým přispěvatelem do takových publikací jako jsou Success, Catholic Twin Circle, Gnosis, FATE and New Oxford Review.
Začal přednášet širokou škálu náboženských, politických, historických a literárních témat, po celých Spojených státech, Kanadě, Austrálii a na Novém Zélandu. V srpnu 1992 přenášel i na Oxfordské univerzitě v Anglii. V říjnu 1993 se pustil na přednáškové turné v Irsku, Skotsku a Anglii. V následujícím roce se vrátil do Austrálie a na Nový Zélandu, a v roce 1995 přednášel na univerzitách v Oxfordu a Cambridge. Coulombe vícekrát přednášel na University of Southern California o historii rock and rollu, a v Clevelandu na John Carroll University o středověké monarchii. Stal se mediálním poradcem na záležitosti týkajících se katolicismu, zejména pak dějin papežství.
Je americkým delegátem Velké rady, v Anglii založené, Mezinárodní monarchistické ligy (International Monarchist League), a je též členem obou společností katolických spisovatelů Catholic Writer's Guild of Great Britain (The Keys) a Royal Stuart Society.
Coulombe je také zakládajícím členem představenstva římskokatolické, v Los Angeles založené, nadace Queen of Angels Foundation. V dětství žil s rodiči v domě, který vlastnil televizní parapsycholog Jeron Criswell King známý jako The Amazing Criswell, díky němuž se seznámil se slavným režisérem Edem Woodem. V únoru 2001 jel na oxfordskou univerzitu, aby tam v debatě na Oxford Union hájil monarchii.
Dne 23. listopadu 2024 se stal čestným členem české politické strany Koruna Česká (monarchistická strana Čech, Moravy a Slezska).
Jeho poslední knihou je The Pope's Legion (Papežova legie). Jedná se o podrobnou historii papežských zuávů, mezinárodních dobrovolnických sil, kteří bránili papežský stát pod vedením papeže Pia IX.

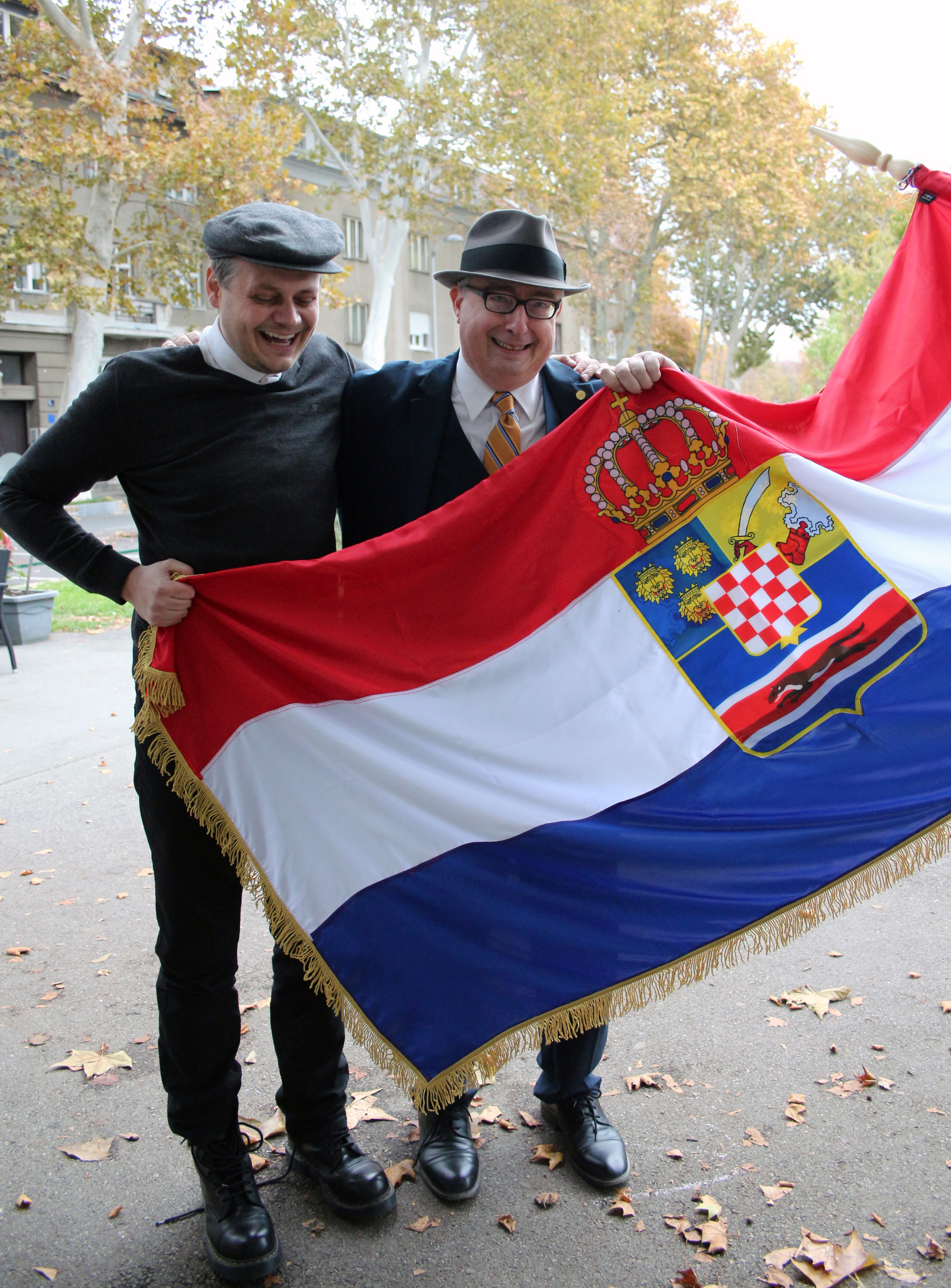
Charles A. Coulombe (vpravo) při uctění památky obětí velké války v Chorvatsku roku 2018, držící chorvatskou královskou vlajku spolu s monarchistou.

Coulombe byl chválen papežem Janem Pavlem II. za svou knihu Náměstci Kristovi: Historie papežů (Vicars of Christ: A History of the Popes) a na příkaz Jana Pavla II. byl Coulombe za své služby prokázané Svatému stolci jmenován rytířem komturem Řádu svatého Silvestra. Později také poskytl rozhovor pro ABC News, Fox News a pro BBC během pohřbu Jana Pavla II. a volby papeže Benedikta XVI. Coulombe byl v roce 1992 také oceněn žurnalistickou cenou Christ King od Christian Law Institute.
Coulombe je považován za experta na blahoslaveného Karla I. Rakouského, o kterém napsal podrobnou biografii.

### Politika
V roce 1995 se jako zástupce Mezinárodní monarchistické ligy setkal s Kigelim V. v Jižní Kalifornii.
Podporuje Americkou stranu solidarity a argumentoval proti prvnímu impeachmentu Donalda Trumpa.

## Monografie
- The Muse in the Bottle: Great Writers on the Joys of Drinking. [s.l.]: [s.n.], 2002. ISBN 0-8065-2371-9.

- Classic Horror Stories: Sixteen Legendary Stories of the Supernatural. [s.l.]: [s.n.], 2003. ISBN 159-22-8200-8.
- Haunted Castles of the World: Ghostly Legends and Phenomena from Keeps and Fortresses Around the Globe. [s.l.]: [s.n.], 2004. ISBN 159-22-8534-1.
- Haunted Places in America: A Guide to Spooked and Spooky Public Places in the United States. [s.l.]: [s.n.], 2004. ISBN 159-22-8415-9.
- Rum: The Epic Story of the Drink That Conquered the World. [s.l.]: [s.n.], 2004. ISBN 0-8065-2581-9.
- The Pope's Legion: The Multinational Fighting Force that Defended the Vatican. [s.l.]: [s.n.], 2008. ISBN 978-0-2306-0058-4.
- Puritan's Empire. [s.l.]: [s.n.], 2008. ISBN 978-0-9791600-5-9.
- Desire & Deception. [s.l.]: [s.n.], 2009. ISBN 978-0-9842365-1-0.
- The White Cockade: Catholic Poetry and Verse. [s.l.]: [s.n.], 2009. ISBN 978-0-9842365-0-3.
- Everyman Today Call Rome. [s.l.]: [s.n.], 2011. ISBN 978-0-9842365-6-5.
- Star-Spangled Crown. [s.l.]: [s.n.], 2016. ISBN 978-1-944339-05-0.
- A Catholic Quest for the Holy Grail. [s.l.]: [s.n.], 2017. ISBN 978-1-5051-0968-9.
- Blahoslavený Karel Rakouský: Svatý císař a jeho odkaz. [s.l.]: [s.n.], 2020. ISBN 978-1-5051-1328-0.

### Monografie v češtině
- Náměstkové Kristovi – Životopisy papežů. [s.l.]: BB/art, 2004. 526 s. ISBN 80-7341-374-4.